# 筑紫平野

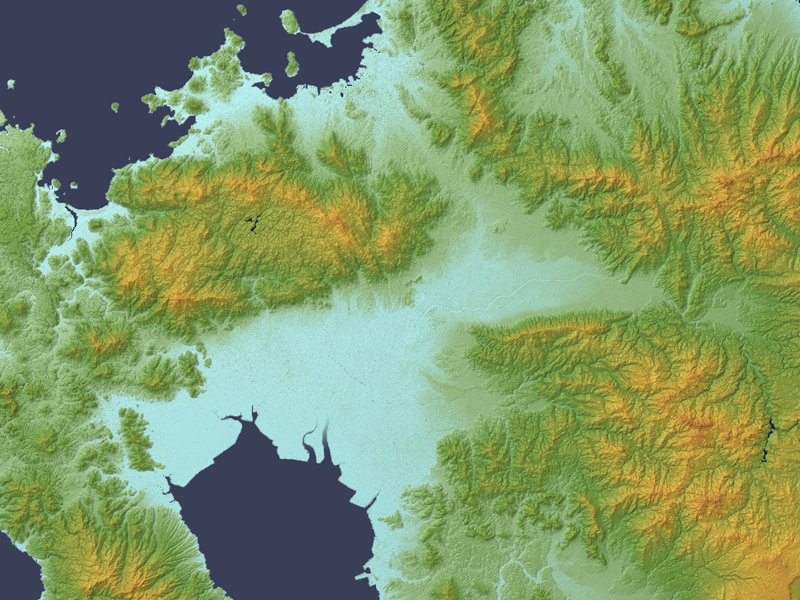
筑紫平野周辺の地形図

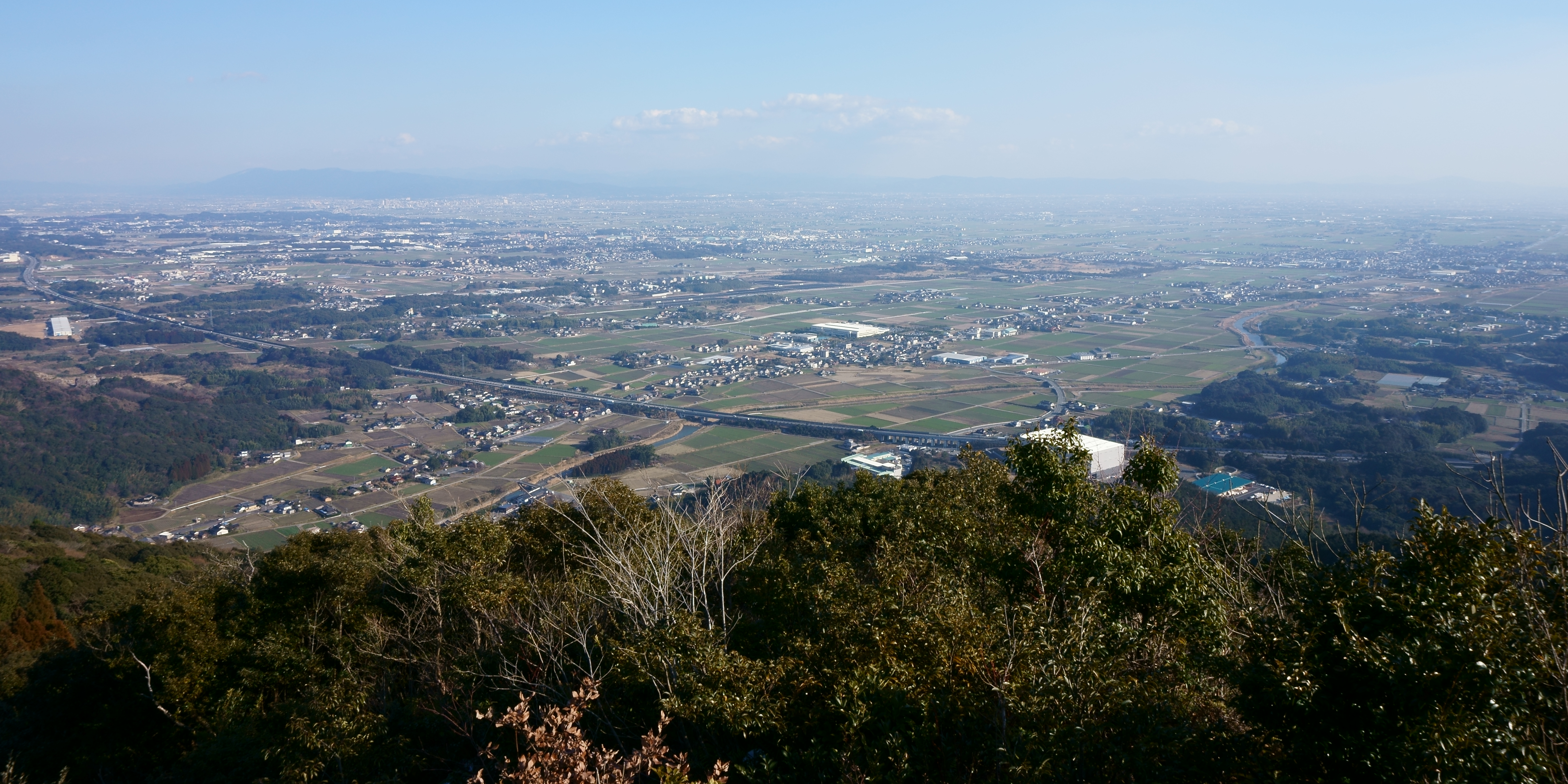
筑紫平野東部の遠景（神埼市土器山から吉野ヶ里、久留米・柳川方面）

筑紫平野（つくしへいや）は、福岡県・佐賀県の南部、有明海の湾奥に面する九州最大の平野で、南東を耳納山地・筑肥山地、北西を脊振山地、北東を古処馬見山地などに囲まれている。面積は約1,200平方キロメートル。九州最大の河川である筑後川および矢部川・嘉瀬川・六角川などの河川により形成された平野である。

## エリア分け
地域ごとにより狭い範囲の平野名で呼ぶこともあり、大きく分けて、佐賀県側を「佐賀平野」、福岡県側を「筑後平野」と呼ぶ。
佐賀平野の六角川水系以南を「白石平野」と呼び、白石平野を除いた地域を狭義の「佐賀平野」と呼ぶこともある。
筑後平野は、背振山地と耳納山地により平野部がくびれる久留米市付近を境に、筑後川の上流側を「両筑平野」、下流側を「南筑平野」と呼ぶ。両筑平野は、さらに、筑後川支川の宝満川・小石原川流域を「北野平野」、筑後川本川の流域を「筑後川中流平野」と呼ぶ。
南筑平野は、南部の柳川市周辺を「柳川平野」と呼ぶこともある。
まとめると以下のようになる。
| 筑紫平野 | 筑後平野（広義） | 筑後平野（狭義）（南筑平野・柳川平野） |
| 筑紫平野 | 筑後平野（広義） | 北野平野（両筑平野）                   |
| 筑紫平野 | 佐賀平野（広義） | 佐賀平野（狭義）                       |
| 筑紫平野 | 佐賀平野（広義） | 白石平野                               |

## 地形
地形的には、段丘面・沖積低地・干拓地の大きく3つに分類される。
ほぼ三角形をなす両筑平野の古処馬見山地南麓部には、主に河成礫層からなる段丘面と、Aso-4二次堆積物からなる段丘面が広がっている。前者は、筑後川右岸側に広く発達するが、後者は、残丘状に散在している。段丘面の下位は非海成の沖積層からなる沖積低地が広がっている。一方、両筑平野の南部を限る耳納山地の北麓には、高位・中位・下位の計3面の扇状地が発達している。このうち、下位扇状地上面は水縄断層系の活動による低断層崖が発達している。
有明海北岸地域の平野群は、平坦な田園風景の広がる沖積低地で特徴づけられ、段丘面は山麓部に限定的に分布している。沖積低地は、海成層である島原海湾層と有明粘土層からなる。段丘面は、河成礫層・砂礫層からなるものと、Aso-4火砕流堆積物（八女粘土層）からなるものに分けられる。筑後川と矢部川により形成された三角州は非常に平坦で、クリークが発達している。三角州の外側には、鎌倉時代以降進められてきた干拓地が有明海に向かって延びており、ほぼ100年に1キロメートルの割合で陸地化したと推定されている。
筑紫平野は全体的に沈降傾向にあるので、段丘面が多段化せず、ほとんどの場合地下に埋没している。そのため、詳しい段丘面の編年学的研究は、Aso-4を鍵層として大まかにされてきたに過ぎないが、地下地質については、ボーリングコア解析などで詳しく検討がなされている。

## 農業
農業は、筑後平野と佐賀平野では異なった特色をもっている。
筑後平野は、1戸当りの耕地面積が0.7ヘクタールから0.8ヘクタールと狭く、早くから多角的農業が行われた。筑後川の自然堤防地帯で始まった野菜栽培は、米の生産調整以来水田地帯へ広がり、キュウリ・ハクサイ・キャベツ・タマネギ・ニンジンなどが加温のハウス栽培も交えて行われており、京阪神へも出荷されている。矢部川下流域では、ナスの生産も盛んである。
南筑平野では、段丘地形を利用して茶や電照菊が栽培され、両筑平野の耳納山地北麓の扇状地では、苗木栽培や果樹園芸が盛んである。また、みやま市の山麓でも果樹栽培が、八女丘陵地帯では茶の生産が盛んである。また、高い人口密度を反映して久留米絣、家具・建具、清酒、瓦、仏壇、提灯、竹製品など、地場産業の盛んな地域となっている。
佐賀平野は、日本屈指の米作地帯で、1935年前後には品種改良や農業技術の進歩により反当り収量が全国一となり、いわゆる「佐賀段階」の名で全国に知られた。第二次世界大戦後の停滞期ののち、1965年、1966年と再び反収全国一となったが、1970年代以後の政府の休耕・転作奨励により、うまい米作りに転換し、反収は減少、また、一部ではレンコンなどへの転作もみられた。昭和後期の最後の干拓地である旧川副町の平和搦と国造搦は本来目的の稲作圃場への放出が政府により断念され、長年放置された末、1998年に佐賀空港用地として転用された事で、平成の時代初期に有明海干拓の歴史が閉じられた。しかし、今後も干潟の沖積は進行し、いずれは有明海北部全域にまで拡大するものとみられる。

## 堀（クリーク）

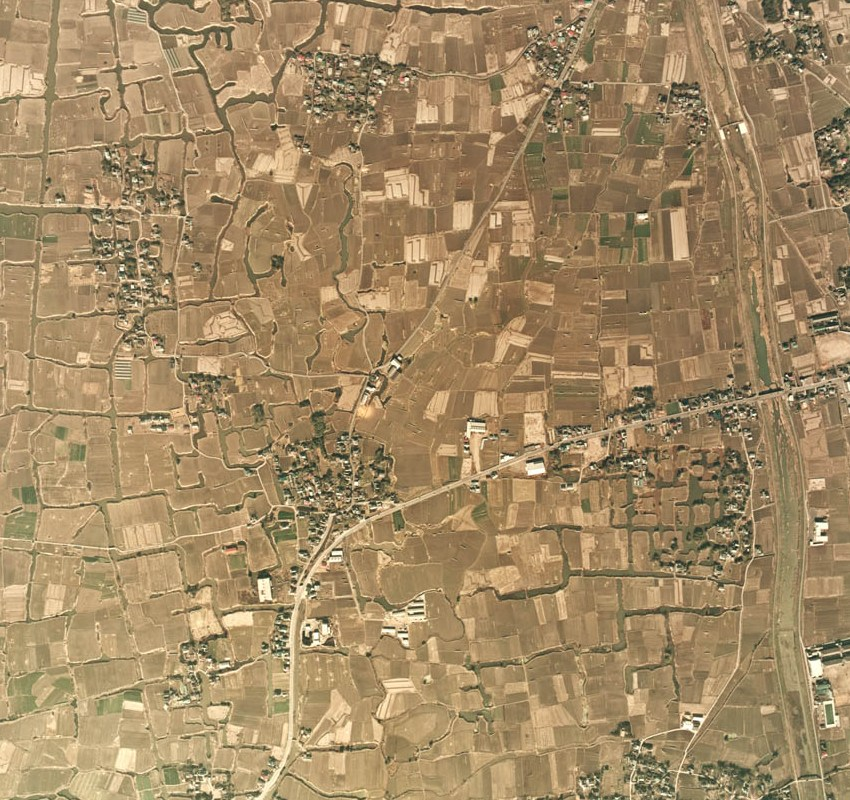
航空写真に見えるクリーク（佐賀県神埼市千代田町、1974年 ）

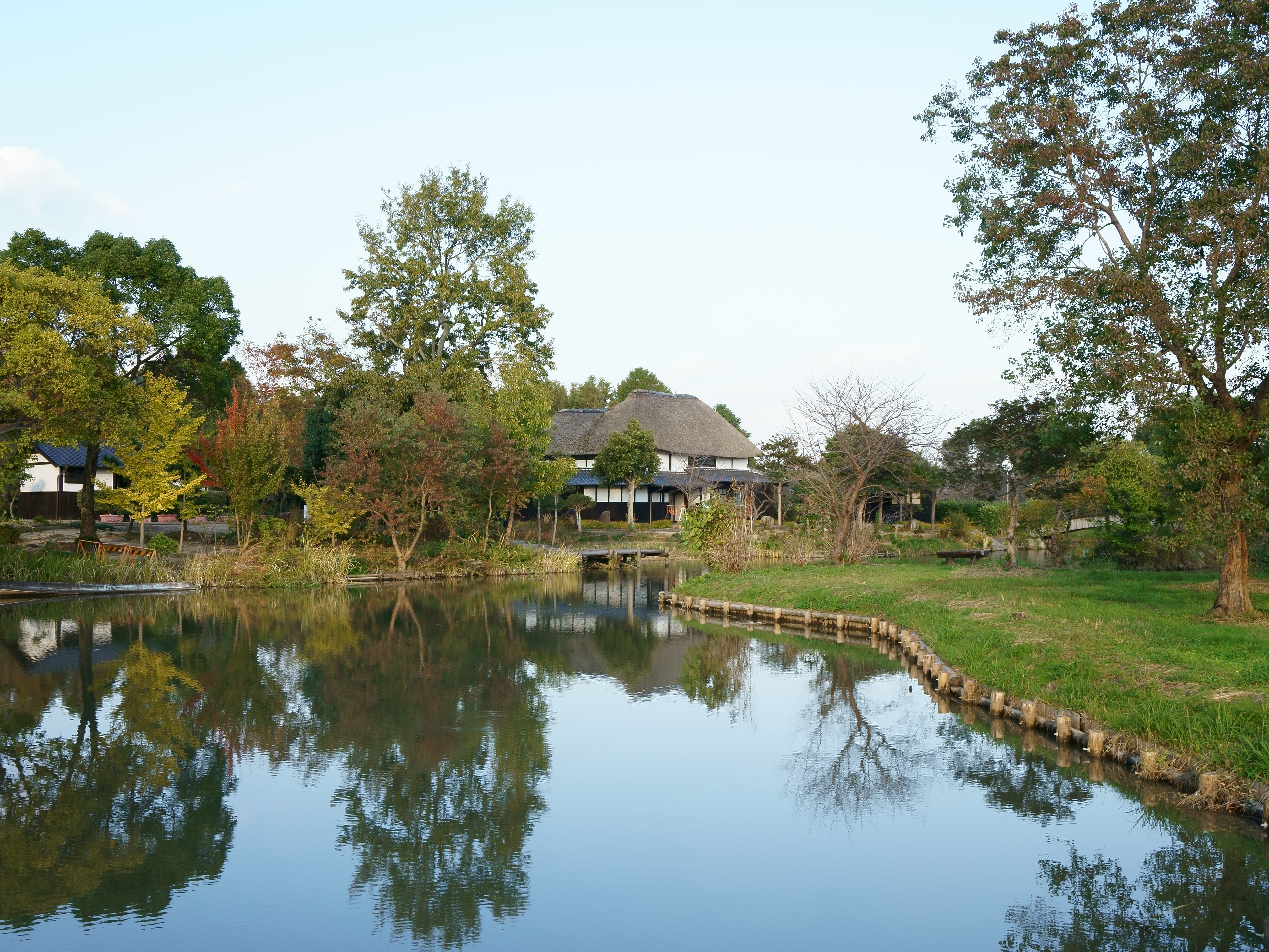
旧来の堀を保全し整備された横武クリーク公園（佐賀県神埼市）

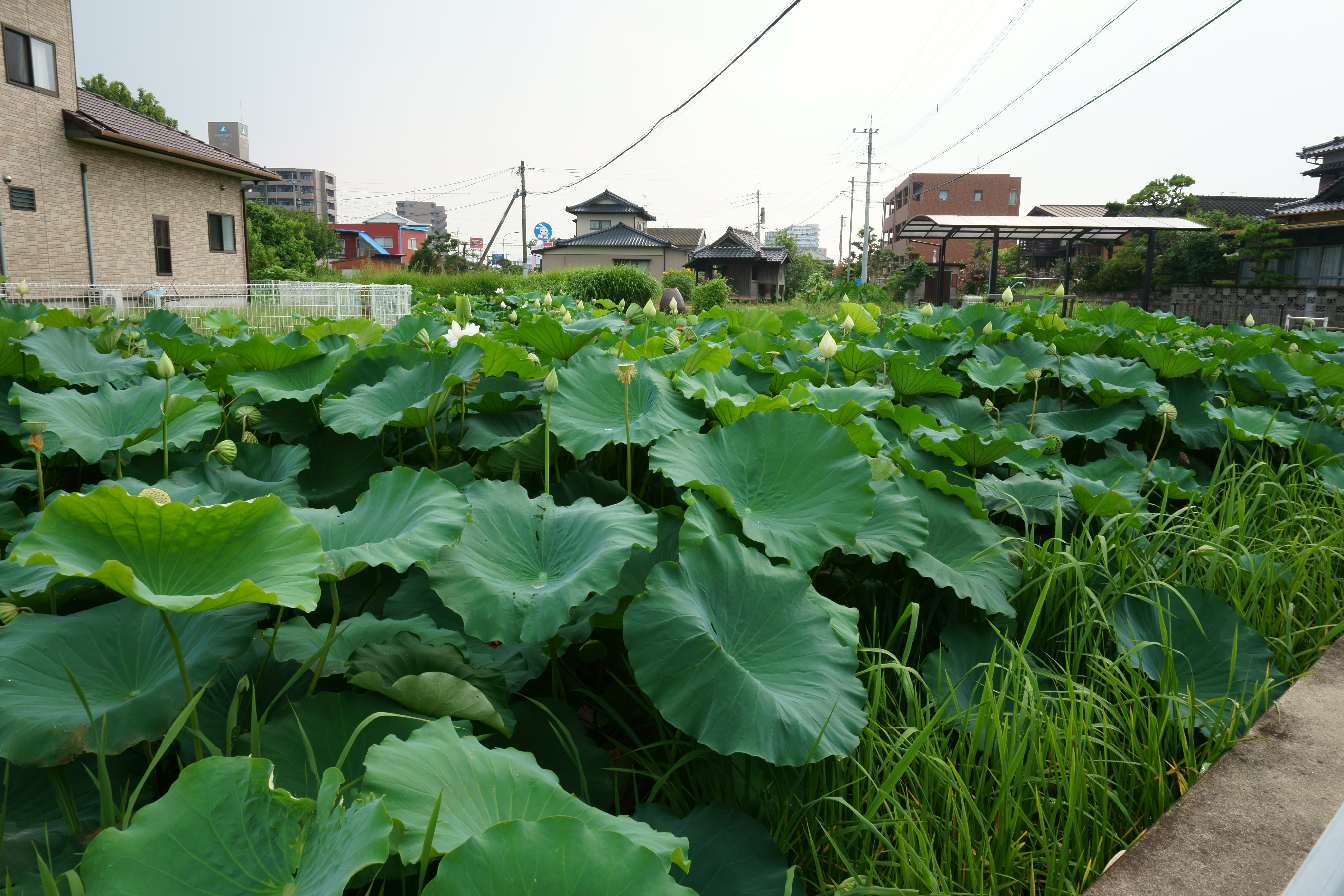
蓮が生い茂る堀。周囲が宅地化している（佐賀市兵庫町）

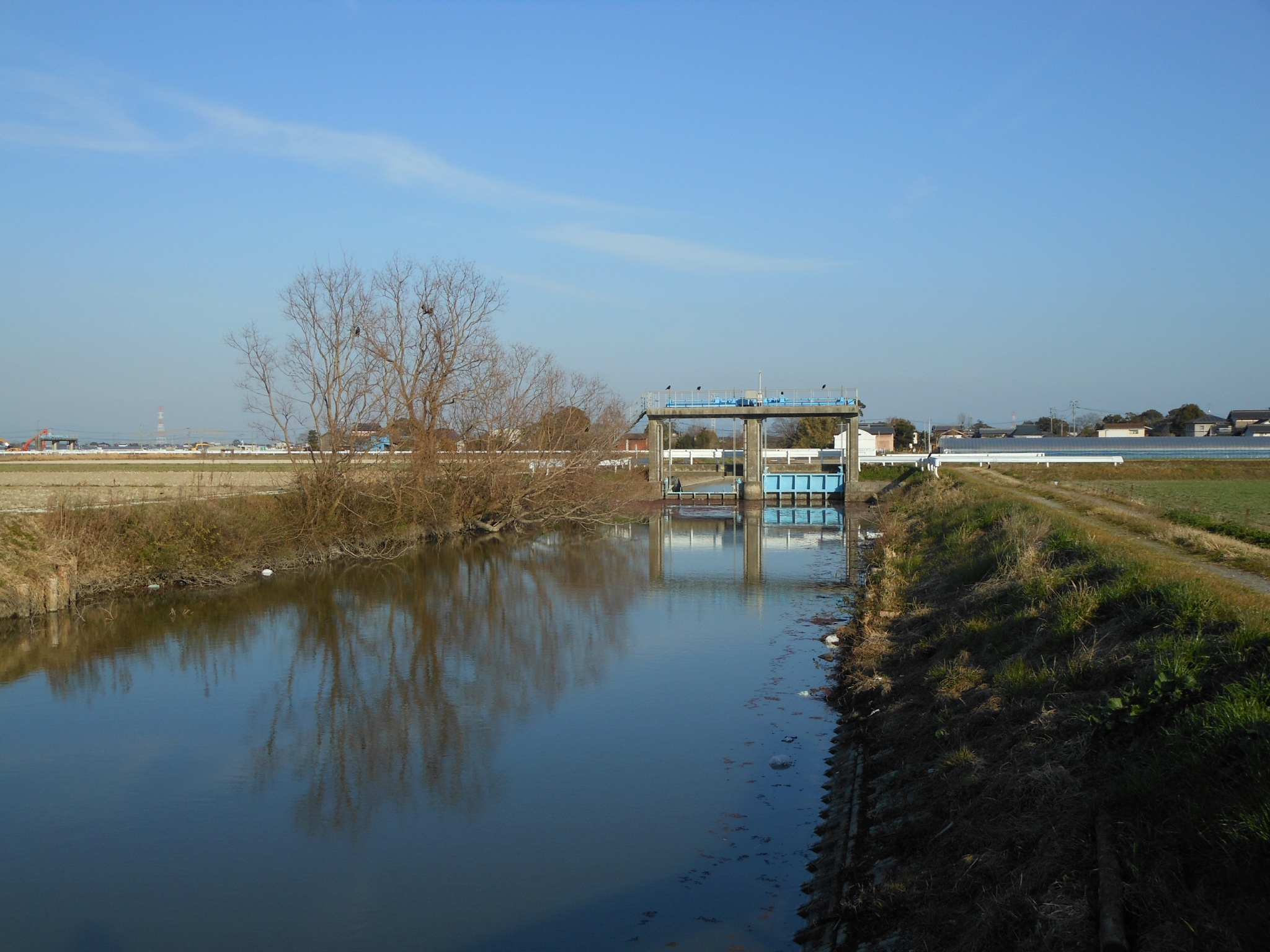
圃場整備により直線的な水路が整備された（佐賀市巨勢町）

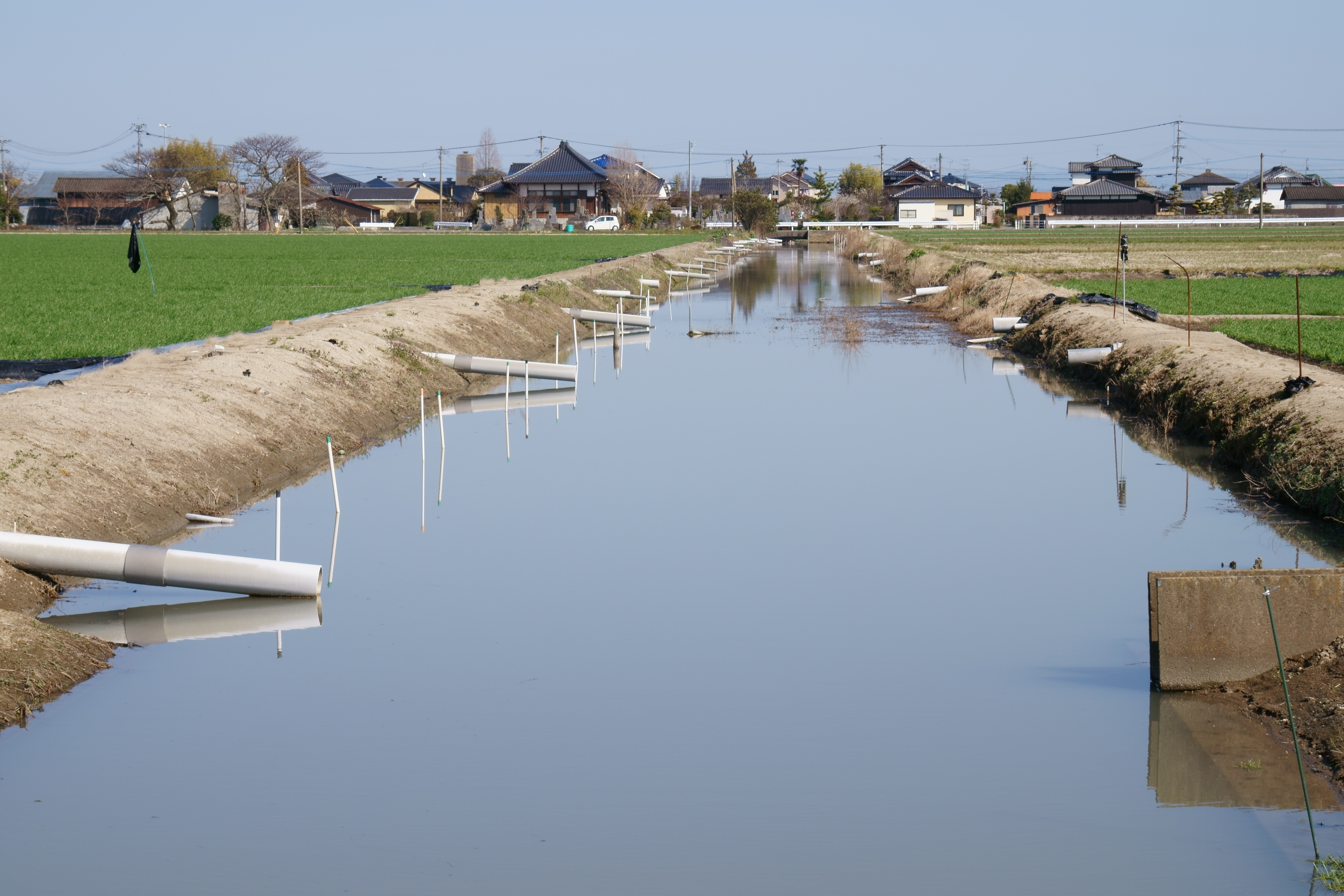
塩化ビニル製の排水パイプが並ぶ水路

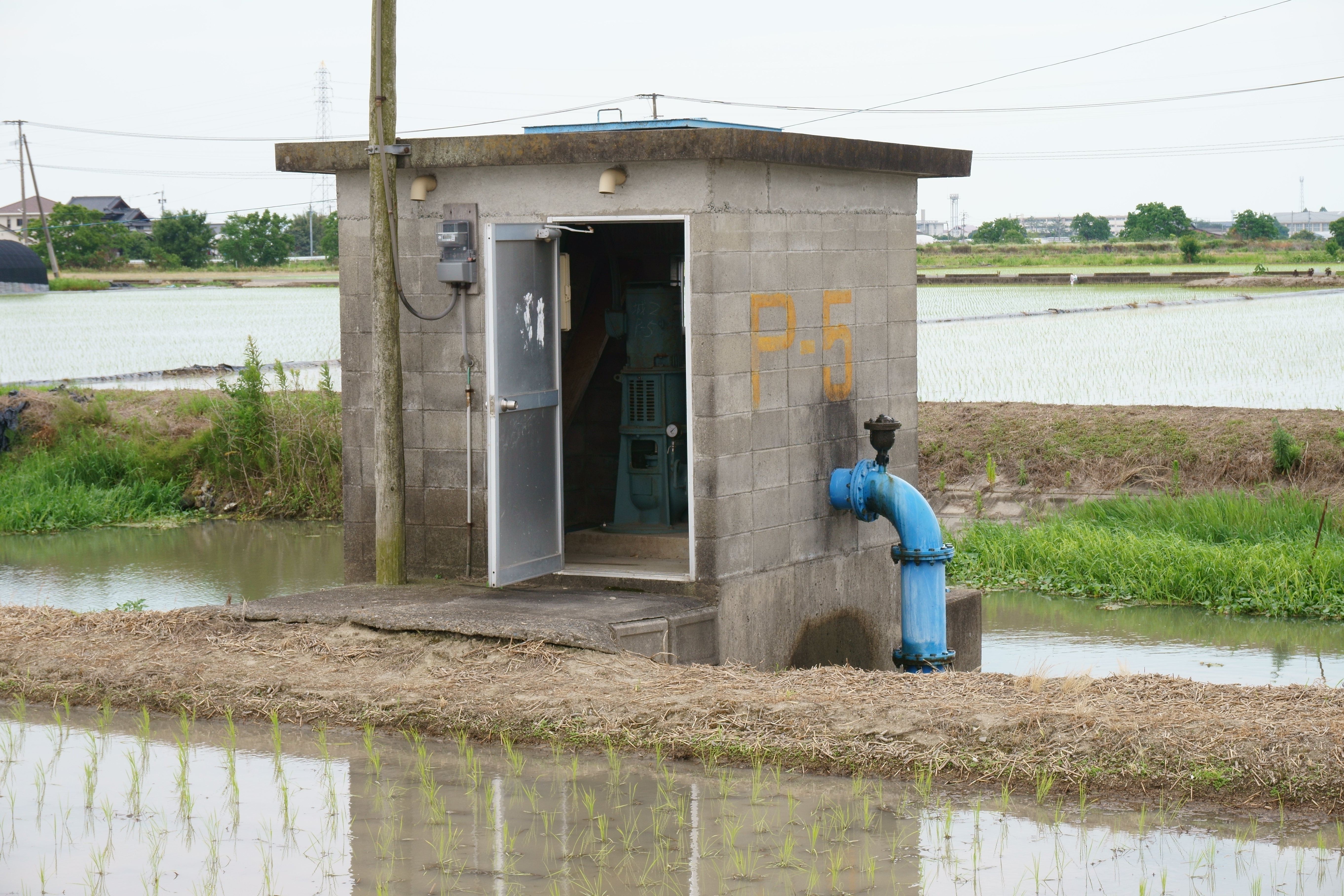
排水を貯めるクリークの水を吸い上げて循環利用するポンプ小屋

筑紫平野のうち、佐賀地域（白石地区を除く佐賀平野）や筑後地域（南筑平野）の海抜約5m以下の低地では、かつて堀またはクリーク(英: creek)と呼ばれる水路が発達、平野を網の目のように巡らして独特の水郷景観を形成し、農業をはじめとしてこの地域の生活に密接に関わっていた。
「クリーク」の呼称は戦中（昭和初期）以降に使われるようになった外来語で、従前は専ら「堀」（ほり、または訛って ほい）と呼んだ。現在は両方が用いられる。"creek"は小川や川の支流、入江を指すのが本来の意味だが、灌漑（かんがい）や水運を目的として人手の入った水路や運河を指す場合がある。筑紫平野の例は後者。

### 堀の形成
筑紫平野の低地に堀（クリーク）が発達したのは、水田の面積に対して山地の面積の比率が小さく水源が不足しがちであることや、開墾される以前、筑紫平野の低平地はアシ原のような水はけの悪い湿地が広がり、開墾のためには排水と利水が不可欠だったこと、また1/4000 - 1/7000と極めて勾配が小さい平坦地が広がるため自然灌漑が難しく、水路網が必要なことなどが挙げられる。自然に形成された「流れ堀」や「江湖」（共に後述）を中心として、縦横に堀（クリーク）が掘り進められた。
クリーク網の規模は1955年（昭和30年）頃、佐賀平野では総面積約1,900ha・総貯水量は2,200万トン（北山ダムに匹敵）、南筑平野では花宗川流域だけで総面積約350ha・総延長560kmだった。堀の密度（面積比）が高いのは、佐賀平野では佐賀市兵庫町・巨勢町や神埼市千代田町付近、南筑平野では大木町付近で、いずれも河川や海から遠く貯水の必要性が高いところである。
堀（クリーク）は自然に形成された側面と人為的に造成された側面があり、成因は複合的である。
- 干潟の澪筋や河川の旧河道が発達して残ったもの。幅が比較的広い。「流れ堀」[注 10]や「江湖」[注 11]、「江湖堀」などと呼ばれる[12][17][25]。
- 奈良時代以降、条里制により方形に区画された田畑に沿って人為的に掘られたもの（条里遺構）。当時陸化していた平野の中部以北に分布[17]。開墾当初の土は均一かつ軟弱質なため、普通の土よりも掘削が易しかったと考えられる[26][25]。
- 戦乱の多い中世に、城館や集落の周囲に防御のため設けられたもの。あるいは、農村における土取り堀として集落単位で設けられたもの。どちらも環濠の形状[17][27]。
- 鎌倉時代末期以降、干拓地の遊水池（潮遊び）として設けられたもの。主に堤防沿いや、集落の内陸側に接するように位置する（干拓地の集落は旧堤防上に帯状に並ぶことが多く、その内陸側に残存する）[17]。
- 中世・近世以降、城下町全体の政治の一環として、ばらばらに管理されていた各地の堀が体系的に整理され、利水・治水の問題解決が図られた。（例：蒲池城下の堀の開削と牛土居[28]、佐賀藩内成富兵庫茂安の佐賀江改修・三千石堰と周辺などの事業[29]、田中吉政による柳川城堀割・花宗川・太田川開削と周辺水利[25]など）

### 堀の利用と長所・短所
筑紫平野の堀（クリーク）は、水田の灌漑や治水（=水路や流れ堀の機能）、水運（運河の機能）、生活用水、食料・肥料の供給源という多くの機能を持っていた。
農業では、用水をすべて堀に依存するため独特の作業や農具を用いた（クリーク農法）。
- 揚水灌漑 - 概して堀の水面は水田面より低いため、水田の水はすべて堀から汲み上げて賄う。古くは「汲み桶（くみおけ）」を用いた手作業、江戸中期からは新たに発明された「踏み車」（足漕ぎ動力の水車）による人力作業で大きな労力を要した。大正末期に電力を用いた揚水ポンプが普及した[12][20][30]。
  - 通常のため池と異なり堀は水田に直接接している。水田から排出された堀に溜まった水を灌漑水として揚水し、繰り返し何度も利用（還元利用）することで、川の水やアオの取水量が節減された[26]。
- 水田馬耕 - 代掻きの際、牛や馬に牽かせた「水田犂（みずたすき）」「馬鍬（まが）」などを用いて土を入念に耕す。乾燥して硬い粘土質の土の表面を耕すと同時に、耕盤（土の底部）の亀裂を埋め、貴重な水が漏れないようにする[20][30][31]。
- 泥土揚げ（俗に「ごみくい」「ごみあげ」） - 毎年稲刈り後の12月頃堀の水を抜き（「堀干し」）[32]、翌年2月 - 3月頃、堀に沈殿した泥土を汲み上げ（=浚渫）、田に客土として加えると共に、堀の水の流れを良くして貯水量を増やす[20][30]。
  - 水田からの排水は肥料分を含んでいるので泥土も肥沃で、客土にした場合平均で2割程度の増収があり、「秋落ち」の防止につながった。ただし、泥土は自然に堆積し堀の容量は年々小さくなっていくため、堀の機能を保つためにも必要な作業だった[26]。
- 早晩二期作 - 春の揚水と馬耕には多大な労力を要するため、田植えを1か月開けて2度に分けることで、労力を分散させた[20]。

個人の所有地（田）の地先にある堀の泥土はその個人のものとなるが、労力の大きい泥土揚げ作業は協同作業を必要とする。そのため村落には一種の共同体が形成され、各村内の堀を順番に協同作業で泥土揚げしていく習慣があった。
また、特に江戸時代は蔵入米を運ぶため堀を利用した水運が盛んだった。生活面でも、水は炊事や風呂などの生活用水にも利用し、コイやフナ、ウナギやドジョウなどの川魚、エビやタニシ、ヒシやクワイなどの水生植物が採れ食用にしたり、堀岸のヨシを葦葺き屋根材にしたりしていた。
クリーク網での取水・排水や水位の管理は、堰や樋門・樋管により行われる。例えば南筑平野の柳川藩・久留米藩域では、藩政期の旧村ごとに（あるいはいくつかの村を単位として）取水・排水を行う堰や樋門・樋管を設け、複数の水源から取水し、連結された村内のクリークで水を共有する「水囲い」が特徴で、上流から下流へ順番に満水にし、余水を下流に流すという水利慣行があった。
春夏の灌漑期は排水樋門等を閉めて水位を高く保ち貯水、秋冬の非灌漑期は開放して常時排水し水位を下げた。これにより、低湿地でありながら秋冬は乾田化し麦など裏作が栽培できた。また、灌漑期は高水位ながらも満水よりやや下の水位に留め、洪水時の一時的な貯水池の役割を持たせていた。
その反面、灌漑期の洪水の際は排水樋門等を閉めることにより排水が難しくなり、その結果地下水位が高くなって稲の生育に悪影響を及ぼす。さらに、盛夏期の堀の水はほとんど循環がないため時に水温35度を超える高温になり、これも稲に悪影響がある。
また、堀（クリーク）の水は雨水とより上流の堀の余水に依存する仕組みなので、上流部になるほど、水の配分が肝要となり水争いが起きやすかった。一方で、排水樋門等を操作する権利はそのクリークの所有者・村落が管理するため、下流で樋門が閉じられると上流は排水困難となり湛水（=不要な水を溜めざるを得ない状態に）してしまう。この操作の権利を巡っても争いが起きやすかった。
また、複雑な配置の堀により、農道はしばしば迂回するため農作業には非効率な面があり、多くの橋も必要となって維持管理を要した。同様に、堀により水田の形は複雑に区画されて広げることが難しく、近代になると大型機械の足枷となった。さらに上流からの排水・汚水が流れ込むため衛生上好ましくない面もあった。

### 統廃合と保全
農業や生活の近代化が起こると、堀（クリーク）の環境は一変する。明治中期の1890年頃から、水争い防止のため水利組合の設立が各地で活発化した。1920年代、電気灌漑や窒素肥料が導入されて省力化され、佐賀平野では米の1反（10a）当り収量が急伸し日本一となる（「佐賀段階」）。一段落の後、1960年代頃に化学肥料が本格的に普及し農業機械も普及、地下水位を稲の生育に悪影響が出ないレベルに下げるため堀の水位を下げ間断灌漑を行い、再び収量を伸ばした（「新佐賀段階」）。この頃から、農業の省力化により堀の泥土揚げが不要になり、上水道の普及で生活用水としての利用も遠ざかった。鉄道や道路などに代替されて水運の利用はなくなり、流通事情の変化と冷蔵庫の普及により漁労も行われなくなった。
また、化学肥料や家庭で普及した合成洗剤、産業排水も堀に流れ込んで水質が悪化、宅地化と下水道整備の遅れにより排水路と化したり、不法投棄によりごみ捨て場と化すものも出てくるなど荒廃、身近だった堀が生活から遠ざかる「クリーク離れ」が起きた。水害の原因ともなりうることから、堀（クリーク）を悪とする「クリーク征伐論」も一時出ていた。
実際、機械導入のため細かく区切られた水田を統合する圃場整備が戦後始まったことで、堀の統廃合が進み、多くは碁盤の目状の直線的な農業用水路で代替された。水源もアオ取水が廃止され、戦後建設された河川上流の取水堰（筑後川：筑後大堰-筑後導水路・佐賀導水路、嘉瀬川：川上頭首工など）に集約された。
こうして、古くからの堀の光景を留めている場所は数少なくなっている。一方、堀の価値を再考する動きも出てきた。自然や生物の宝庫であることから、一部を保全して公園などに改修したところもある。
しかし、「クリーク離れ」に伴い維持管理が放棄されると、年々進行していく堀の護岸（畦）崩壊や（泥土堆積に伴い）容積減少による洪水時の貯水機能低下が問題化した。これに対しては、防災対策の名目で県（佐賀県・福岡県）主体の「クリーク防災機能保全対策事業」や農林水産省管轄の国営「総合農地防災事業」（筑後川下流左岸農地防災事業、筑後川下流右岸農地防災事業）として公共工事で行われている現状である。